# 波斑鸨
波斑鴇（Chlamydotis macqueenii）是一種大型的鴇，分佈在亞洲西南部。牠們起初是翎頜鴇的亞種，現被重新分類為獨立的物種。波斑鴇與翎頜鴇的分界位於西奈半島。

## 特徵
波斑鴇長60厘米，翼展140厘米。上身呈褐色，下身白色，頸側有黑紋。牠們飛行時可以見到翼上的黑色及褐色飛羽。雌鳥較為細小，而上身則較為灰色。牠們不怎麼發聲。波斑鴇較翎頜鴇稍大及淡色。

## 行為
波斑鴇會豎起頭及喉嚨上的白色羽毛來示愛。牠們每次會生2-4隻蛋。
波斑鴇是雜食性的，主要吃種子、昆蟲及其他細小的生物。

## 保育
波斑鴇棲息在沙漠及非常乾旱的地區。牠們於中東曾被捕獵至接近滅絕的邊緣，因阿拉伯聯合酋長國的扎耶德·本·蘇爾坦·阿勒納哈揚的保育工作下而得到生存的希望。

## 外部連結
- 波斑鴇的分類建議